# Iophon minor
Iophon minor är en svampdjursart som först beskrevs av Brøndsted 1924.  Iophon minor ingår i släktet Iophon och familjen Acarnidae. Inga underarter finns listade i Catalogue of Life.